# Grange-over-Sands
Koordinaten: 54° 11′ N, 2° 55′ W

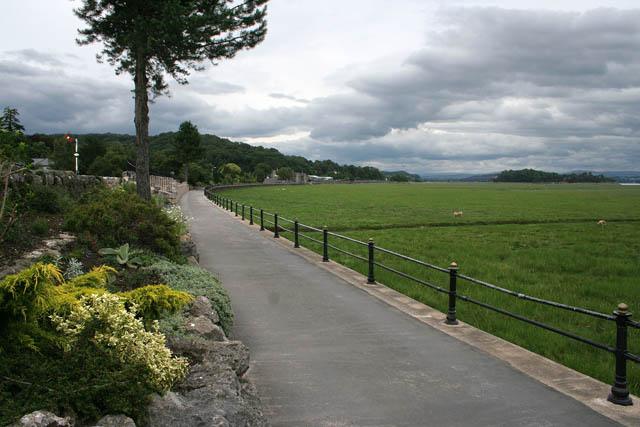
Die Promenade und Salzwiesen von Grange-over-Sands

Grange-over-Sands ist eine kleine Stadt und eine Civil parish mit 4042 Einwohnern (2001) auf der Halbinsel Cartmel in Cumbria, England. Der Ort liegt am nördlichen Ufer der Morecambe Bay und ist daher dem großen Tidenhub der Bucht ausgesetzt, der große Flächen an der Küste trockenfallen lässt und so den Namenszusatz „Sands“ erklärt. Bis 1974 lag der Ort in Lancashire und er ist auch heute noch ein Teil des Duchy of Lancaster.
Der Ort war ein Fischerdorf, das nach dem Anschluss an die Ulverston and Lancaster Railway 1857 zu einem beliebten Badeort wurde.
Der Mündungstrichter des River Kent in der Morecambe Bay befand sich früher direkt an der Promenade des Ortes, er hat sich aber weiter nach Süden verlagert und so Salzwiesen entstehen lassen, die heute als Schafwiesen genutzt werden. Um unabhängig von den Gezeiten zu sein, wurde 1932 ein Freibad (im englischen Sprachraum auch Lido genannt) am Ufer der Morecambe Bay gebaut, das 1993 geschlossen und 2011 als Kulturdenkmal (Grade II) geschützt wurde.
Die saubere, salzhaltige Luft galt als heilsam für Tuberkulosekranke, deshalb wurde 1891 im Dorf Meathop wenige Kilometer östlich von Grange-over-Sands entfernt eines der ersten Sanatorien zur Behandlung der Tuberkulose eingerichtet.

## Persönlichkeiten
- Jack Crayston (1910–1992), Fußballspieler und -trainer
- Jane Gaskell (* 1941), Fantasy- und Horror-Autorin